# بيرنهارت مولر سورينسن
بيرنهارت مولر سورينسن (بالدنماركية: Bernhardt Møller Sørensen)‏ هو مجدف دنماركي، ولد في 30 نوفمبر 1908 في كوبنهاغن في الدنمارك، وتوفي في 2 يوليو 1958 في فريدريكسبرغ في الدنمارك.

## وصلات خارجية
- بيرنهارت مولر سورينسن على موقع الاتحاد الدولي للتجديف (الإنجليزية)
- بيرنهارت مولر سورينسن على موقع أوليمبيديا (الإنجليزية)